# Hugo Koolschijn
Hugo Ferdinand Koolschijn (Den Haag, 29 november 1946 – Amsterdam, 9 oktober 2024) was een Nederlandse acteur, bekend om zijn intense vertolkingen waarin grimmigheid en empathie samenkwamen.

## Levensloop
De advocaat Jan Koolschijn was zijn godsdienstige en soms agressieve vader, een adept van de strenge en eigenzinnige dominee Jan Pieter Paauwe wiens theologie zich op de oudvaders baseerde. Koolschijn worstelde met die strakke religieuze opvoeding. De liberale wereld die hij bij het toneel vond, botste met wie hij was.
Koolschijn studeerde in 1972 af met Ansje Beentjes, Mirjam Koen, Theo de Groot, Edwin de Vries en Trudy de Jong aan de Toneelschool Amsterdam. Hij debuteerde bij toneelgroep De Appel. Hij speelde vervolgens bij diverse grote gezelschappen, waaronder Toneelgroep Amsterdam. Hoewel hij zelden hoofdrollen had, was hij door zijn karakteristieke voorkomen en sonore stem altijd een opvallende verschijning. Hij was te zien in klassieke stukken zoals Hamlet en films zoals Soldaat van Oranje. Hij speelde ook rollen op tv, zoals in Den Uyl en de affaire Lockheed en Bernhard, schavuit van Oranje. Hij vond zichzelf echter niet geschikt voor de filmwereld omdat hij moeite had binnen de camerakaders te werken. 
Hij maakte en vertaalde liedjes voor Ramses Shaffy en schreef en speelde de monologen Zangles (1995) en Een Franse zanger (1997), waarin hij reflecteerde op het leven als acteur. Die Franse zanger was de held van zijn jeugd, Gilbert Bécaud. In 2019 publiceerde hij een autobiografische roman Voorstellingen. Levensberichten van een toneelspeler. Daarin schreef hij onder meer over zijn religieuze opvoeding en zijn vriendschap met Ramses Shaffy. Koolschijn bleef actief tot aan zijn dood, met zijn laatste toneelrol in 2022. Daarna speelde hij alleen nog rolletjes in tv-series.  
Koolschijn trouwde vier keer en kreeg vier kinderen. De schrijver Gerard Koolschijn is zijn broer.
- Gemeinsame Normdatei: 1191500543
- International Standard Name Identifier: 0000 0003 9615 1534
- Library of Congress Control Number: n2021019492
- MusicBrainz: 8341320c-8202-4946-a7cd-80e72144487d
- Nederlandse Thesaurus van Auteursnamen: 095920714
- Virtual International Authority File: 291023566